# Соколов, Виктор Николаевич (адмирал)
Виктор Николаевич Соколов (род. 4 апреля 1962, Бендеры, Молдавская ССР, СССР) — российский военачальник. Командующий Черноморским флотом (14 сентября 2022 — 15 февраля 2024, врио 10 августа — 14 сентября 2022). Адмирал (06.06.2023).
В 2024 году Международный уголовный суд выдал ордер на арест Соколова в связи с его предполагаемыми военными преступлениями в ходе российского вторжения на Украину.

## Биография
Родился 4 апреля 1962 в городе Бендеры Молдавской ССР.

### Образование
Окончил Высшее военно-морское училище имени М. В. Фрунзе (1980—1985), Высшие специальные офицерские классы ВМФ (1991—1992), Военно-Морскую Академию имени Адмирала Флота Советского Союза Н. Г. Кузнецова (1995—1998), Военную академию Генерального штаба Вооружённых Сил РФ (2004—2006).

### Служба
Прохождение службы: командир минно-торпедной боевой части сторожевого корабля «СКР-61» (1985—1987), командир минно-торпедной боевой части тральщика «Якорь» (1987—1989), командир минно-торпедной боевой части тральщика «БТ-51» (1989—1990), помощник командира тральщика «Якорь» (1990—1991), командир тральщика «Заряд» (1992—1993), начальник штаба 187-го дивизиона тральщиков (1993—1994), командир 81-го дивизиона тральщиков (1994—1995) Тихоокеанского флота.
Начальник отдела Оперативного управления штаба Тихоокеанского флота (1998—2000), начальник штаба (2000—2002) и командир (2002—2004) 165-й бригады надводных кораблей Тихоокеанского флота.
Заместитель командующего (2006—2010) и командующий (2010—2012) Приморской флотилией разнородных сил Тихоокеанского флота.
Командующий Кольской флотилией разнородных сил Северного флота (14.09.2012—2013).
С августа 2013 года по декабрь 2019 года — заместитель командующего Северным флотом.
Указом Президента Российской Федерации № 602 от 13 декабря 2020 года назначен начальником Военно-научного центра Военно-Морского Флота «Военно-Морская академия имени Адмирала Флота Советского Союза Н. Г. Кузнецова».
Возглавлял боевой поход в Средиземное море отряда кораблей Северного флота во главе с тяжёлым авианесущим крейсером «Адмирал Флота Советского Союза Кузнецов» и тяжёлым атомным ракетным крейсером «Пётр Великий».
10 августа 2022 года приказом министра обороны России № 638 назначен временно исполняющим обязанности командующего Черноморским флотом, сменив на этом посту адмирала Игоря Осипова.
14 сентября 2022 года указом Президента России № 638 назначен командующим Черноморским флотом, 7 октября проведена торжественная церемония вручения штандарта новому командующему.
6 июня 2023 года присвоено воинское звание адмирал.

## Уголовное преследование

### Украина
В мае 2023 года в ходе вторжения России в Украину СБУ предъявила обвинение Соколову за ведение агрессивной войны и посягательство на территориальную целостность Украины. В ведомстве заявили, что Соколов лично отдавал приказы о регулярных боевых пусках крылатых ракет «Калибр» по энергетической инфраструктуре Украины, в ходе которых было обстреляно 32 объекта инфраструктуры, погибли 4 и получили ранение 40 человек.

### Международный уголовный суд
5 марта 2024 года Международный уголовный суд выдал ордер на арест Соколова в связи с предполагаемыми военными преступлениями в ходе российского вторжения на Украину (в частности, преднамеренными атаками по украинским гражданским лицам и гражданским объектам). Суд заявил что есть достаточные основания полагать, что подозреваемый Соколов несёт ответственность «за преступление против человечности, заключающееся в бесчеловечных действиях», в частности за ракетные удары по украинской электрической инфраструктуре в период по меньшей мере с 10 октября 2022 года по 9 марта 2023 года. Международный уголовный суд пришёл к заключению, что российские военные намеренно наносили ракетные удары по гражданским объектам; также в сообщении суда отмечается, что российское удары по объектам в Украине, которые могли бы квалифицироваться как военные, наносили гораздо более значимый ущерб мирному населению, чем ущерб украинским вооружённым силам.

## Семья
Женат, имеет троих сыновей.